# طوماس فيبل
طوماس فيبل (21 مايو 1986 بلزابيم في فرنسا - ) (بالفرنسية: Thomas Phibel)‏ هو لاعب كرة قدم فرنسي في مركز الدفاع. لعب مع أمكار بيرم ورويال أنتويرب وستاندارد لييج ونادي بروكسل ونادي لانس وويدزي لودز ونادي موردوفيا سارانسك ونادي فيرتون.

## وصلات خارجية
- طوماس فيبل على موقع قاعدة بيانات كرة القدم.إي يو (الإنجليزية)
- طوماس فيبل على موقع Soccerway.com (الإنجليزية)